# Eucalyptus microcorys
Eucalyptus microcorys är en myrtenväxtart som beskrevs av Ferdinand von Mueller. Eucalyptus microcorys ingår i släktet Eucalyptus och familjen myrtenväxter. Inga underarter finns listade i Catalogue of Life.

## Bildgalleri

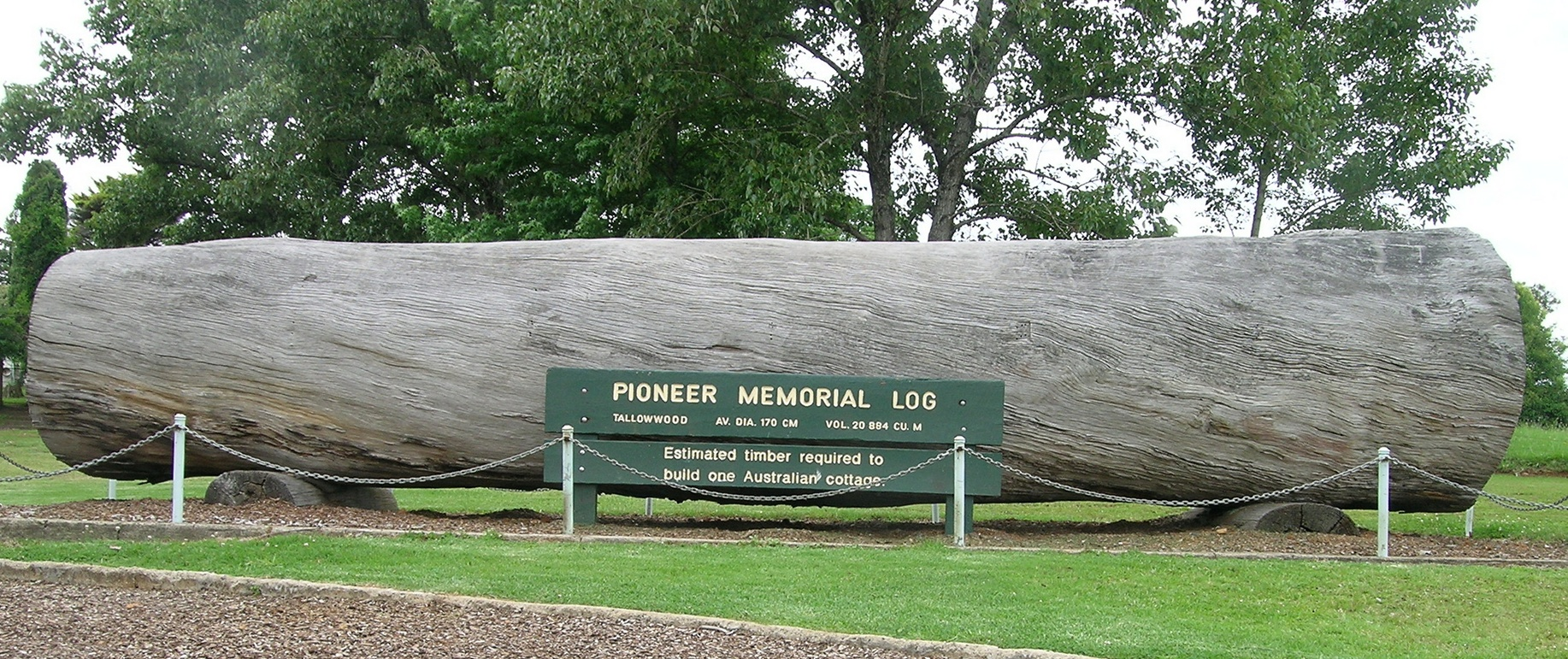
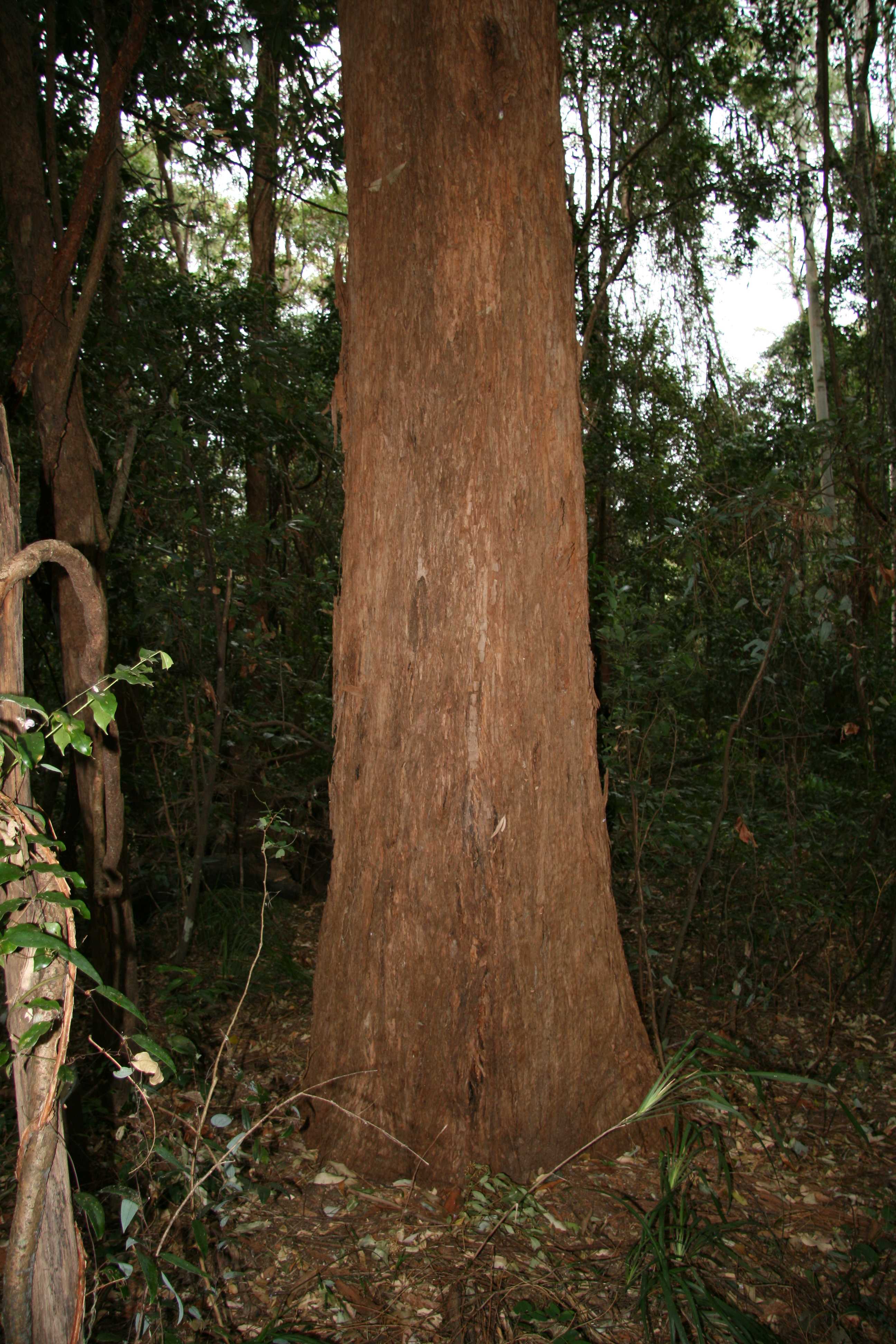
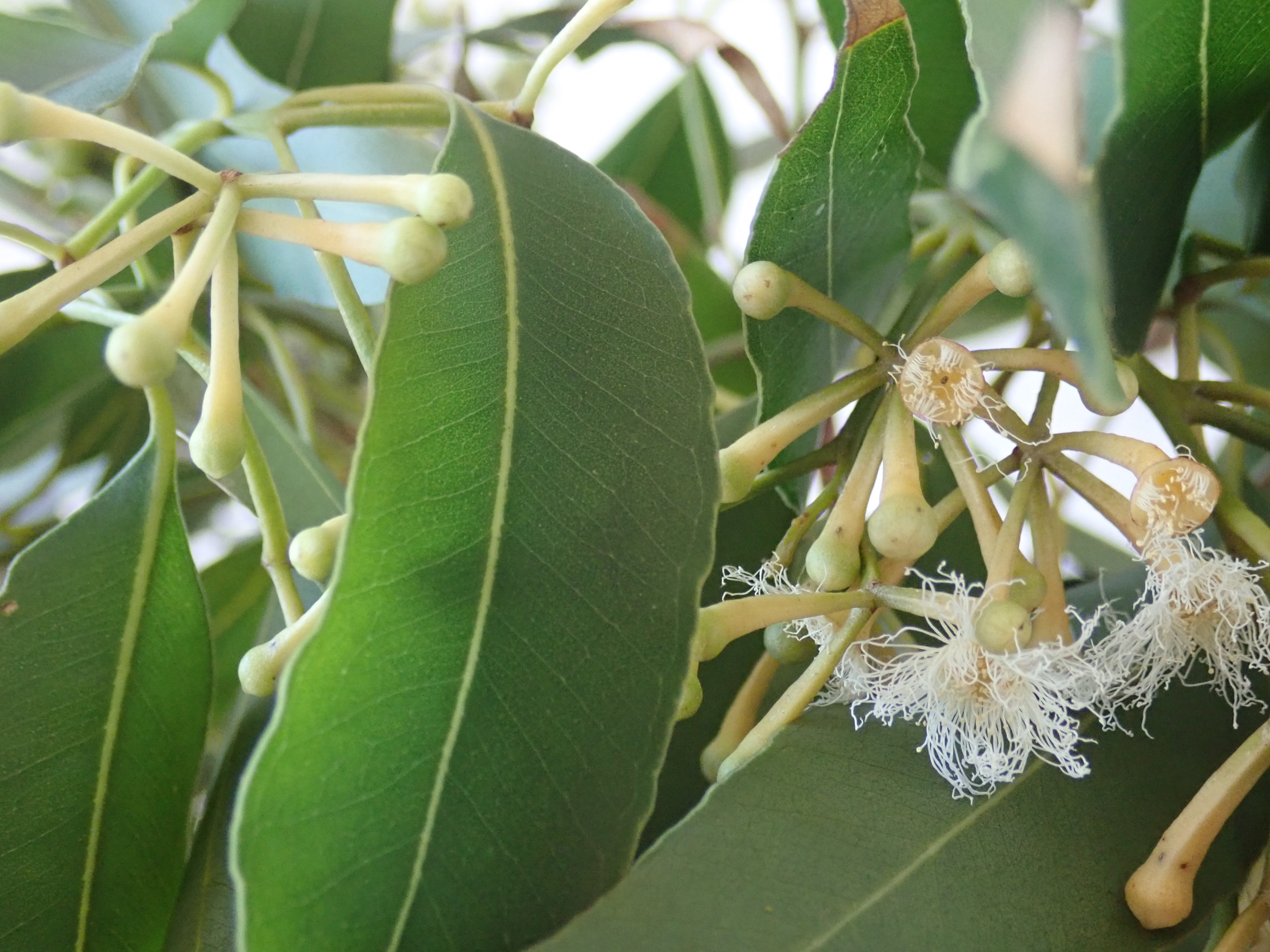